# Aeropuerto de Peace River
El Aeropuerto de Peace River (del inglés: Peace River Airport) (IATA: YPE, OACI: CYPE) está ubicado a 5 MN (9,3 km; 5,8 mi) al oeste de Peace River, Alberta, Canadá.  

## Aerolíneas y destinos
- Sunwest Home Aviation
  - Grande Praire / Aeropuerto de Grande Prairie
- Northwestern Air
  - Edmonton / Aeropuerto Internacional de Edmonton